# Medellín y Pigua 1ra. Sección
Medellín y Pigua 1ra. Sección är en ort i Mexiko.   Den ligger i kommunen Centro och delstaten Tabasco, i den sydöstra delen av landet, 700 km öster om huvudstaden Mexico City. Medellín y Pigua 1ra. Sección ligger 9 meter över havet och antalet invånare är 529.
Terrängen runt Medellín y Pigua 1ra. Sección är mycket platt. Runt Medellín y Pigua 1ra. Sección är det tätbefolkat, med 442 invånare per kvadratkilometer. Närmaste större samhälle är Villahermosa, 5,0 km söder om Medellín y Pigua 1ra. Sección. Trakten runt Medellín y Pigua 1ra. Sección består till största delen av jordbruksmark.